# Kelly Jean Van Dyke
Kelly Jean Van Dyke (Danville, Illinois, 1958. június 5. – Los Angeles, Kalifornia, 1991. november 17.) amerikai színésznő, pornószínésznő. Jerry Van Dyke színész lánya, Dick Van Dyke unokahúga, Shane Van Dyke unokatestvére, valamint rövid ideig Jack Nance színész felesége volt.

## Élete
Kelly Jean Van Dyke, Jerry Van Dyke színész lányaként látta meg a napvilágot 1958-ban. Színésznőként játszott a My Mother the Car és az Accidental Family című televíziós sorozatban, majd Nancee Kelly néven pornófilmes karrierbe kezdett és számos felnőtt filmben szerepelt. 1981-ben hozzáment Jeffrey Archer-hez. Miután férjétől elvált, 1991 májusában újra férjhez ment az ismert amerikai színészhez, Jack Nance-hez, de házasságuk nem tartott sokáig, mert Van Dyke ugyanazon év novemberében saját kezével vetett véget az életének.

## Halála
1991. november 17-én Kelly Jean Van Dyke-Nance öngyilkosságot követett el.
Öccse, Richard elmondása szerint, Jack Nance, aki kaliforniai  Bass Lake-ben a Vízi dili (Eredeti címén: Meatballs 4) című filmet forgatta, megpróbálta telefon Van Dyke-ot lebeszélni arról, hogy megölje magát, azonban egy vihar miatt megszakadt a telefonkapcsolat. 45 perccel később Nance és a Vízi dili rendezője, Bobby Logan találkozott egy seriffhelyettessel, aki kapcsolatba lépett Los Angeles-i rendőrséggel és annak az apartmannak vezetőjével, ahol Van Dyke lakott. Miután a rendőrök bejutottak megállapították, hogy a 33 éves Van Dyke felakasztotta magát.

## Fordítás
- Ez a szócikk részben vagy egészben  a   Kelly Jean Van Dyke című angol Wikipédia-szócikk fordításán alapul.  Az eredeti cikk szerkesztőit annak laptörténete sorolja fel. Ez a jelzés csupán a megfogalmazás eredetét és a szerzői jogokat jelzi, nem szolgál a cikkben szereplő információk forrásmegjelöléseként.

## További információ
- Kelly Jean Van Dyke az Internet Movie Database-ben (angolul)